# Ренвил (Минесота)
Ренвил (енгл. Renville) град је у америчкој савезној држави Минесота.

## Демографија
По попису из 2010. године број становника је 1.287, што је 36 (-2,7%) становника мање него 2000. године.
| Група             | 2000.         | 2010.         |
| Белци             | 1.180 (89,2%) | 1.036 (80,5%) |
| Афроамериканци    | 1 (0,1%)      | 1 (0,1%)      |
| Азијати           | 1 (0,1%)      | 4 (0,3%)      |
| Хиспаноамериканци | 124 (9,4%)    | 234 (18,2%)   |
| Укупно            | 1.323         | 1.287         |